# La Pila, Puebla
La Pila är en ort i Mexiko.   Den ligger i kommunen Hermenegildo Galeana och delstaten Puebla, i den sydöstra delen av landet, 170 km nordost om huvudstaden Mexico City. La Pila ligger 581 meter över havet och antalet invånare är 343.
Terrängen runt La Pila är kuperad. Runt La Pila är det ganska tätbefolkat, med 104 invånare per kvadratkilometer. Närmaste större samhälle är Jopala, 3,9 km norr om La Pila. Omgivningarna runt La Pila är en mosaik av jordbruksmark och naturlig växtlighet.